# Otto Brennecke
Otto Brennecke (* 29. Oktober 1882 in Groß Mahner; † 3. Oktober 1936 in Hannover) war ein deutscher Politiker (SPD) und Gewerkschafter.

## Leben
Brennecke, von Beruf Schneider, trat im November 1905 der SPD bei. Seit April 1910 war er Geschäftsführer des Verbandes der Schneider, Schneiderinnen und Wäschearbeiter, ab 1918 Gauleiter Braunschweig dieser Gewerkschaft, die ab 1920 Deutscher Bekleidungsarbeiter-Verband hieß. Von 1927 bis 1933 war er ADGB-Bezirkssekretär Braunschweig-Hannover. Brennecke war auch Mitglied des ADGB-Bundesausschusses. Von 1929 bis 1932 war er auch Mitglied des Provinziallandtages von Hannover. Nach der „Machtergreifung“ der Nationalsozialisten 1933 schloss sich Brennecke der Widerstandsgruppe Sozialistische Front an.
Am 3. Oktober 1936 starb Brennecke. Der Neue Vorwärts berichtete, Brennecke sei bei einer Aktion gegen Sozialdemokraten und Gewerkschafter misshandelt worden und daran gestorben. Nach Angaben seiner Tochter Hildegard, die mit dem Gewerkschafter Albin Karl verheiratet war, ist Brennecke jedoch tatsächlich bei der Nachricht von seiner bevorstehenden Verhaftung einem Herzschlag erlegen.

## Werke
- Zur Geschichte der Gewerkschaften in Niedersachsen. Der Allgemeine Deutsche Gewerkschaftsbund (verfasst 1929). In: Neues Archiv für Landes- und Volkskunde von Niedersachsen, 6 (1948), S. 301–339.